# Will Robson Emilio Andrade
Will Robson Emilio Andrade (sinh ngày 15 tháng 12 năm 1973) là một cầu thủ bóng đá người Brasil.

## Sự nghiệp câu lạc bộ
Will Robson Emilio Andrade đã từng chơi cho Oita Trinita, Consadole Sapporo và Yokohama F. Marinos.